# Жиропот

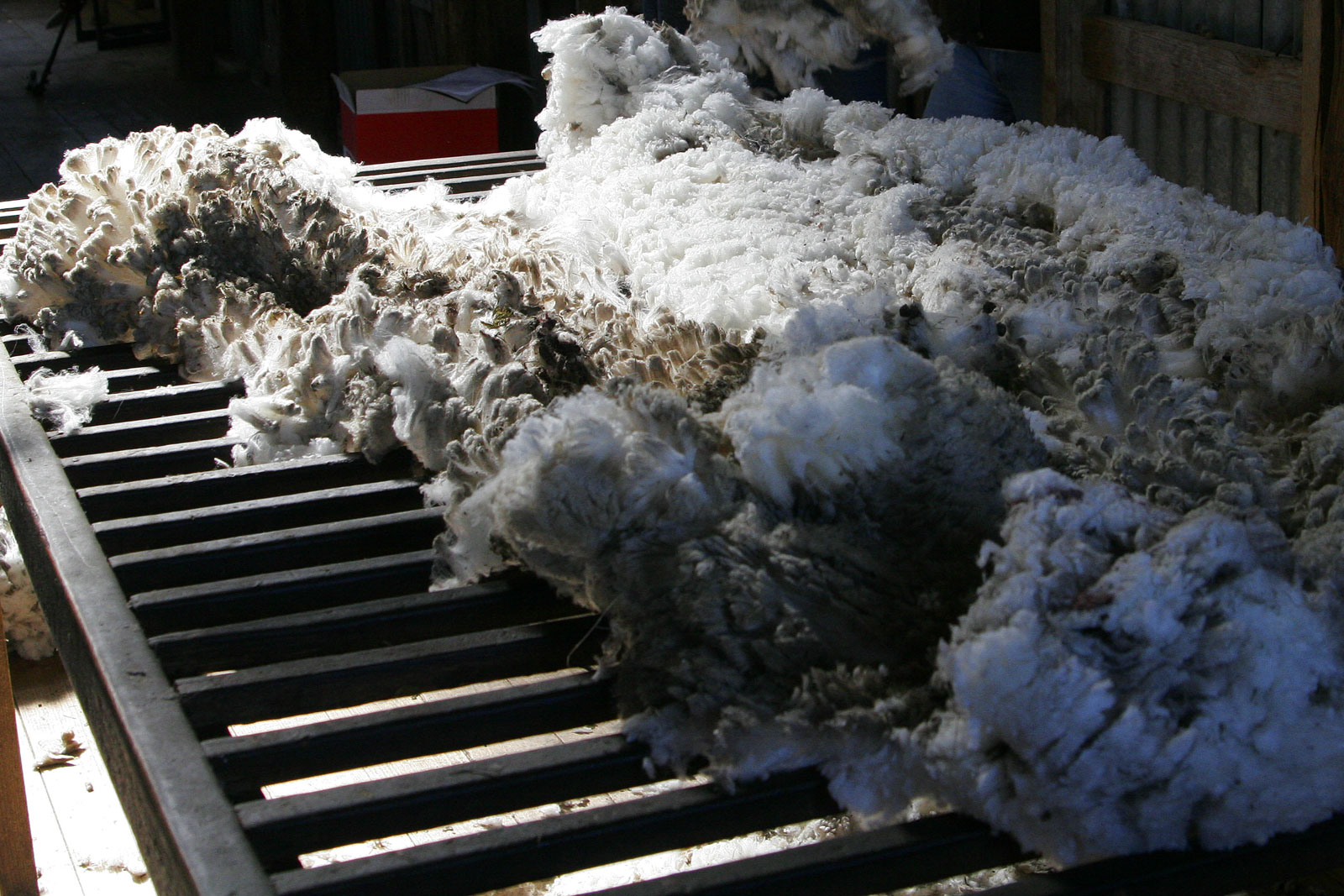
Состриженная овечья шерсть

Жиропо́т (жиропот, се́рка) — жироподобное вещество, содержащееся в шёрстном покрове овец. Представляет собой смесь выделений сальных желёз кожи (кожное сало) и потовых желёз (пот).
По своему виду и консистенции жиропот напоминает мягкое топлёное сало, реже — хрупкую смолу и воск. Жиропот оставляет маслянистые пятна при соприкосновении с ним. Химический состав жиропота и количество в нём шёрстного жира зависят от породных, половых и индивидуальных особенностей овец, а также условий содержания и кормления. Максимальное количество шёрстного жира содержится в шерсти мериносов и составляет 30—40 %. У полутонкорунных овец этот показатель равен 12—20 %. В шерсти грубошёрстных овец содержание шёрстного жира наименьшее — около 4 %.
Жиропот бывает двух видов:
- труднорастворимый, обычно оранжевого, зелёного и воскового цвета;
- легкорастворимый (главным образом поташные соединения, образующиеся из пота) — светло-жёлтого и жёлтого цвета.

Жиропот смазывает и защищает шерсть от действия влаги, пыли, механических загрязнений. Он способствует склеиванию шерстяных волокон друг с другом в плотные пучки, что препятствует перепутыванию волокон, нарушению их извитости и проникновению загрязняющих примесей внутрь руна. Жиропот применяется для получения мыла, поташа, ланолина, смазочных масел, удобрений.